# Oedothorax meridionalis
Oedothorax meridionalis är en spindelart som beskrevs av Andrei V. Tanasevitch 1987. Oedothorax meridionalis ingår i släktet Oedothorax och familjen täckvävarspindlar. Inga underarter finns listade i Catalogue of Life.